# Manuela d’Ávila

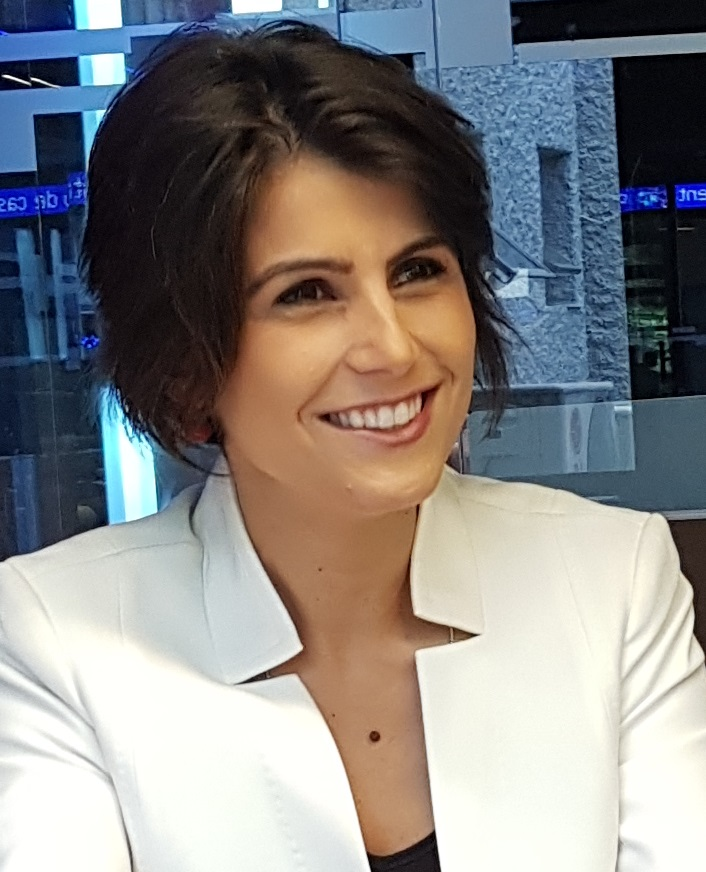
Manuela d’Ávila (2017).

Manuela Pinto Vieira d’Ávila, bekannt als Manuela d’Ávila, (* 18. August 1981 in Porto Alegre) ist eine brasilianische Journalistin und Politikerin, die der Kommunistischen Partei Brasiliens (PCdoB) angehört. Sie war Bundesabgeordnete von Rio Grande do Sul in der Abgeordnetenkammer des Nationalkongresses zwischen 2007 und 2015. Derzeit ist sie Landesabgeordnete in Rio Grande do Sul und war Vizepräsidentschaftskandidatin des Wahlbündnisses „O Brasil Feliz de Novo“ (Neues glückliches Brasilien) bei der Präsidentschaftswahl in Brasilien 2018.

## Leben
Manuela d’Ávila wurde als eines von fünf Geschwistern des Ingenieurs und Hochschullehrers Alfredo Luís Mendes d’Ávila und der Richterin Ana Lúcia Pinto Vieira in Porto Alegre geboren. Der Beruf der Mutter führte in ihrer Jugend zu mehreren Umzügen. Mit 14 Jahren erhielt sie eine Schulausbildung am Centro de Ensino Médio Pastor Dohms und studierte Journalismus an der Pontifícia Universidade Católica do Rio Grande do Sul (Päpstliche Katholische Universität von Rio Grande do Sul, PUCRS). Es folgte ein nicht abgeschlossenes Studium der Sozialwissenschaften an der Universidade Federal do Rio Grande do Sul (UFRGS).
Seit 2012 ist sie mit dem Rockmusiker Duca Leindecker verheiratet und hat eine Tochter.

## Politische Laufbahn
An der UFRGS kam sie in Kontakt mit Studentenbewegungen, schloss sich der União da Juventude Socialista (UJS, Sozialistische Jugendunion), einem 2001 eingegliederten Arm der Kommunistischen Partei Brasiliens, an, war von 2001 bis 2003 in der nationalen Leitung der UJS und Vizepräsidentin für die Südregion der União Nacional dos Estudantes (UNE, Nationale Studentenunion). Mit 24 Jahren wurde sie jüngste Stadträtin (vereadora municipal) der Stadt Porto Alegre, wozu 9498 oder 1,19 % der gültigen Stimmen ausreichten. Bei den Wahlen in Brasilien 2006 erreichte sie mit 271.939 gültiger Stimmen die bis dahin höchste Stimmenzahl zu einer Abgeordnetenwahl im Bundesstaat und wurde für den PCdoB Bundesabgeordnete im Nationalkongress in Brasília. Bei den Wahlen in Brasilien 2010 wurde sie mit 482.590 oder 8,06 % der gültigen riograndenser Stimmen wiedergewählt.
Zwischendurch hatte sie sich 2008 und 2012 jedoch erfolglos um das Amt als Stadtpräfektin (Bürgermeisterin) von Porto Alegre beworben. Am 16. September 2013 gab sie bekannt, dass sie bei den Wahlen 2014 nicht für eine dritte Amtszeit als Bundestagsabgeordnete kandidieren werde, sondern in die Landespolitik gehen wolle. Mit 222.436 oder 3,64 % der gültigen Stimmen wurde sie ab 1. Januar 2015 Abgeordnete in der Legislativversammlung von Rio Grande do Sul (Assembleia Legislativa).

## Präsidentschaftswahl 2018

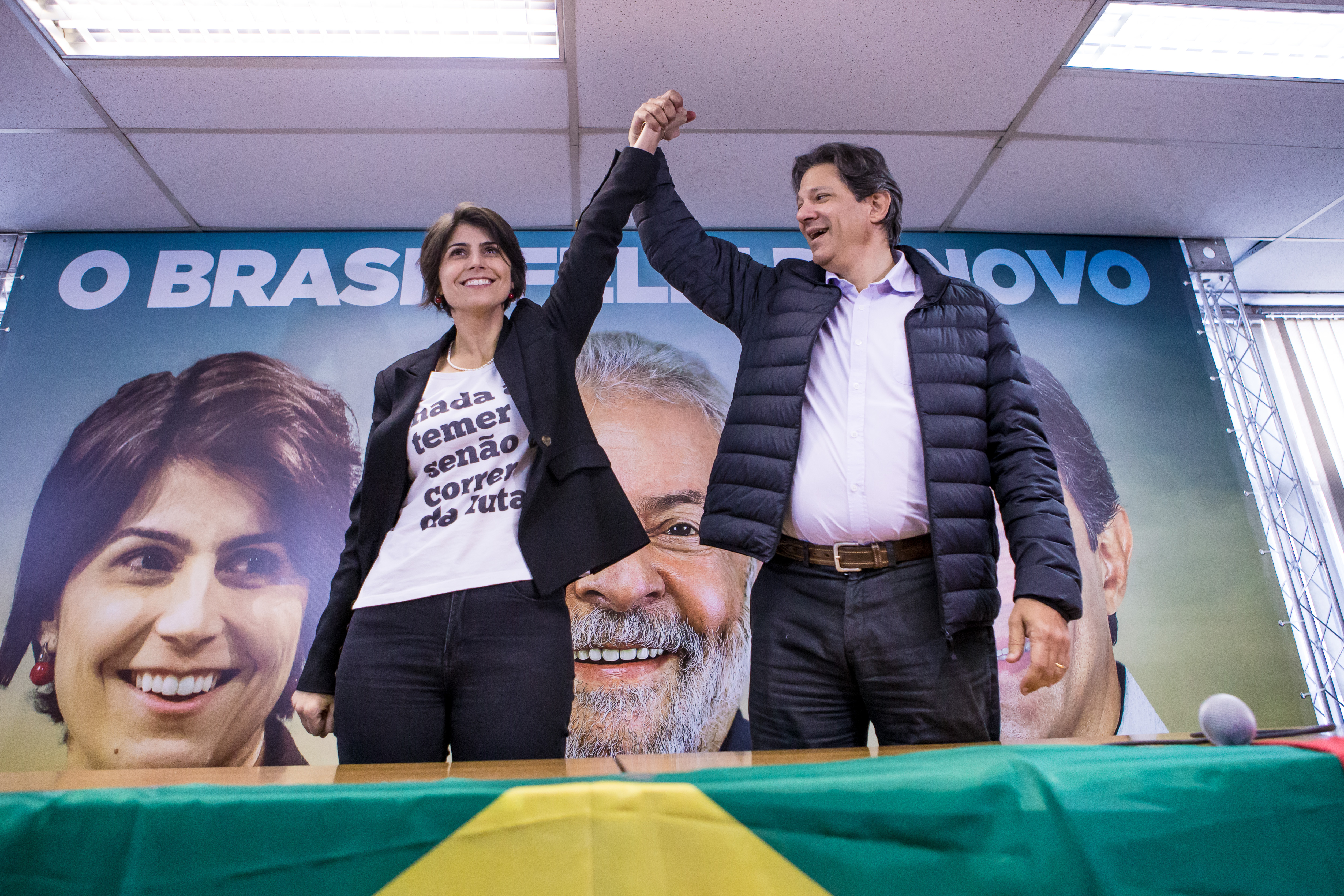
Fernando Haddad und Manuela d’Ávila am 1. Wahltag 2018.

Im November 2017 gab der PCdoB ihre Nominierung als Vor-Präsidentschaftskandidatin bekannt, das erste Mal, dass die Partei seit der Demokratisierung des Landes einen eigenen Kandidaten aufstellt. Die offizielle Verkündigung fand am 1. August 2018 statt, wobei mögliche Allianzen mit anderen Linksparteien offen gelassen wurden. Durch den juristisch vorgegebenen Rückzug von Lula da Silva der Arbeiterpartei (PT) als Präsidentschaftskandidat und die Nominierung von Fernando Haddad an seiner Stelle am 11. September 2018, führte zu einer Veränderung. Statt selbst als Präsidentin zu kandidieren, wurde d’Ávila im Wahlbündnis „O Brasil Feliz de Novo“ mit PT, PROS, PCO und dem PCdoB Haddads Kandidatin für das Vizepräsidentenamt.
Für das Kandidatengespann Haddad-d’Ávila stimmten im ersten Wahlgang am 7. Oktober 2018 31.341.997 oder 29,28 % der gültigen Stimmen. In der Stichwahl am 28. Oktober 2018 unterlagen sie dem Bündnis Bolsonaro-Mourão mit 44,9 % der Stimmen (47.040.819 Stimmen insgesamt).